# Latte macchiato

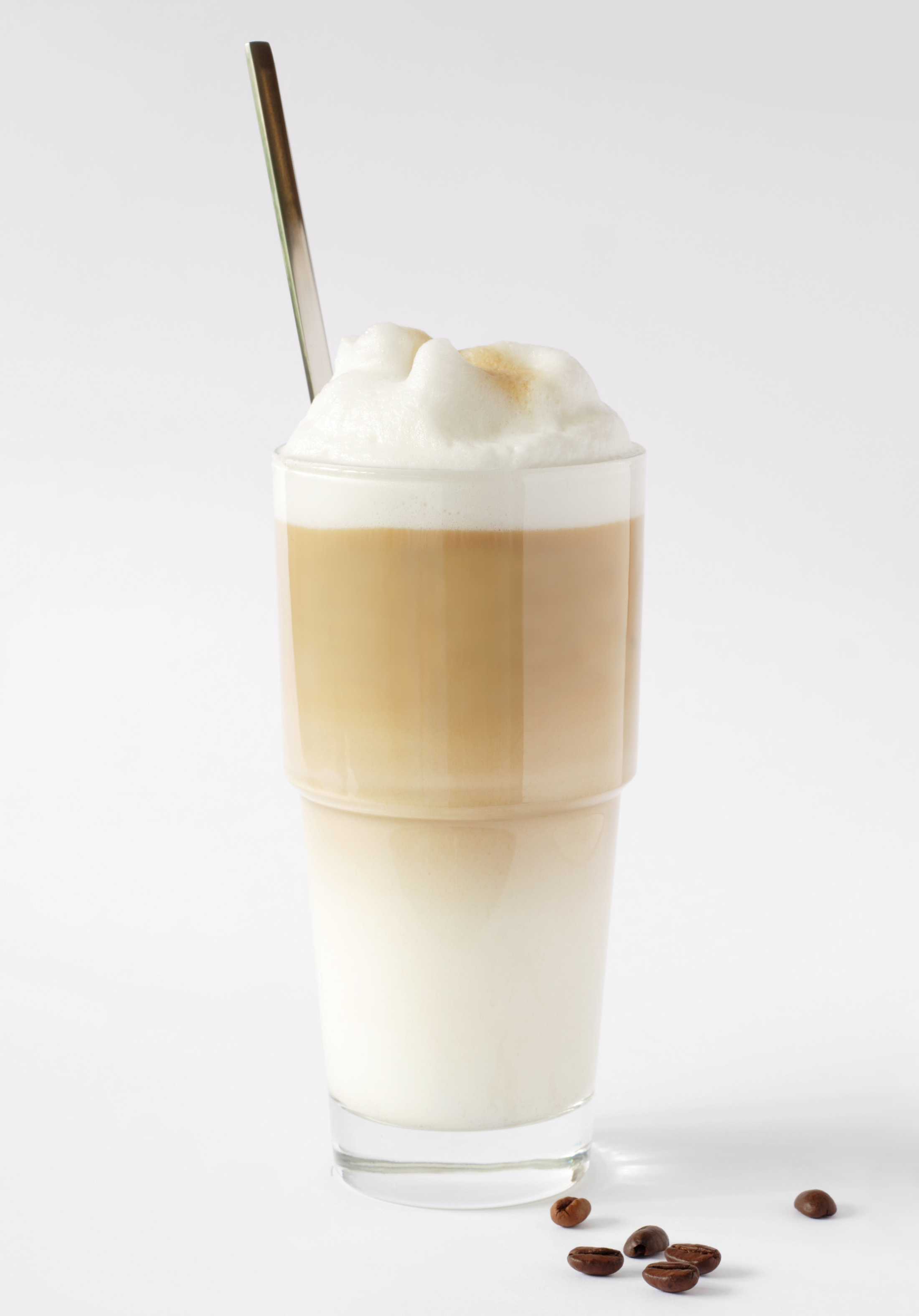
Latte macchiato.

No confundir con una bebida similar, caffè macchiato.
El latte macchiato es una bebida preparada con leche y café expreso. Latte Macchiato (la(ː)te maˈkja(ː)to) significa en italiano simplemente ‘leche manchada’. El nombre hace referencia al modo de preparación, donde la leche queda «manchada» con el café añadido. Se diferencia de modo significativo del café con leche porque solo se utiliza ½ tiro de expreso (o menos). En sentido estricto, no sería en realidad café sino leche caliente con una mínima proporción de café.
La mancha es una pequeña mácula en la espuma que queda por encima de la leche para indicar claramente que se trata de un latte macchiato y no un café con leche, donde el café expreso tradicionalmente se añade antes que la leche con lo que no tiene "marca". De forma opuesta, otra bebida similar denominada caffè macchiato es en realidad café expreso manchado con leche.
Por el hecho de tener un color muy pálido (a diferencia del café con leche) algunas personas le dan el nombre de café blanco.
En Venezuela se lo conoce coloquialmente como tetero a juzgar por la proporción de leche empleada.
En Argentina es conocido como "lágrima".